# Patania
Patania is een geslacht van vlinders van de familie van de grasmotten (Crambidae), uit de onderfamilie van de Spilomelinae. De wetenschappelijke naam voor dit geslacht is voor het eerst voorgesteld door Frederic Moore in een publicatie uit 1888.

## Soorten
- Patania accipitralis (Walker, 1866)
- Patania aedilis (Meyrick, 1887)
- Patania aegrotalis (Zeller, 1852)
- Patania balteata (Fabricius, 1798)
- Patania brevipennis (Inoue, 1982)
- Patania caletoralis (Walker, 1859)
- Patania characteristica (Warren, 1896)
- Patania chlorophanta (Butler, 1878)
- Patania concatenalis (Walker, 1866)
- Patania costalis (Moore, 1888)
- Patania crepuscularia Matsui & Naka, 2023
- Patania deficiens (Moore, 1887)
- Patania emmetris (Turner, 1915)
- Patania expictalis (Christoph, 1881)
- Patania flavispila (Swinhoe, 1894)
- Patania fraterna (Moore, 1885)
- Patania harutai (Inoue, 1955)
- Patania haryoalis (Strand, 1918)
- Patania hemipolialis (Hampson, 1918)
- Patania holophaealis (Hampson, 1912)
- Patania imbecilis (Moore, 1888)
- Patania jatingaensis Rose & Singh, 1989
- Patania menoni Kirti & Gill, 2007
- Patania mundalis (South, 1901)
- Patania mysisalis (Walker, 1859)
- Patania orbiscularis Seizmair, 2024
- Patania orobenalis (Snellen, 1880)
- Patania paleacalis (Guenée, 1854)
- Patania palliventralis (Snellen, 1890)
- Patania punctimarginalis (Hampson, 1896)
- Patania quadrimaculalis (Kollar & Redtenbacher, 1844)
- Patania rhomboidalis Seizmair, 2024
- Patania ruralis (Scopoli, 1763) – Parelmoermot
- Patania sabinusalis (Walker, 1859)
- Patania scinisalis (Walker, 1859)
- Patania straminea (Butler, 1875)
- Patania suisharyella (Strand, 1918)
- Patania surinamensis (Sepp, 1846)
- Patania symphonodes (Turner, 1913)
- Patania tardalis (Snellen, 1880)
- Patania tchadalis (Leraut, 2005)
- Patania tenuis (Warren, 1896)
- Patania ultimalis (Walker, 1859)
- Patania verecunda (Warren, 1896)